# NGC 4896
NGC 4896 est une galaxie lenticulaire située dans la constellation de la Chevelure de Bérénice. Sa vitesse par rapport au fond diffus cosmologique est de 6 222 ± 19 km/s, ce qui correspond à une distance de Hubble de 91,8 ± 6,4 Mpc (∼299 millions d'al). NGC 4896 a été découverte par l'astronome français Guillaume Bigourdan en 1885.
Selon la base de données Simbad, NGC 4896 est une galaxie LINER, c'est-à-dire une galaxie dont le noyau présente un spectre d'émission caractérisé par de larges raies d'atomes faiblement ionisés.
À ce jour, six mesures non basées sur le décalage vers le rouge (redshift) donnent une distance de 84,300 ± 19,326 Mpc (∼275 millions d'al), ce qui est à l'intérieur des valeurs de la distance de Hubble. Notons cependant que c'est avec la valeur moyenne des mesures indépendantes, lorsqu'elles existent, que la base de données NASA/IPAC calcule le diamètre d'une galaxie et qu'en conséquence le diamètre de NGC 4896 pourrait être d'environ 30,5 kpc (∼99 500 al) si on utilisait la distance de Hubble pour le calculer.
La désignation DRCG 27-232 est utilisée par Wolfgang Steinicke pour indiquer que cette galaxie figure au catalogue des amas galactiques d'Alan Dressler. Les nombres 27 et 232 indiquent respectivement que c'est le 27e amas de la liste, soit Abell 1656 (l'amas de la Chevelure de Bérénice), et la 232e galaxie de cet amas. Cette même galaxie est aussi désignée par ABELL 1656:[D80] 232 par la base de données NASA/IPAC, ce qui est équivalent. Dressler indique que NGC 4889 est une galaxie lenticulaire de type S0.

## Note historique
Toutes les sources consultées indiquent que NGC 4896 est la galaxie PGC 44768, mais le professeur Seligman indique que cette galaxie est possiblement la même que NGC 4895 découverte par Heinrich Louis d'Arrest le 5 mai 1864. C'est ce que Harold Corwin affirme.